# Lembach im Mühlkreis
Lembach im Mühlkreis est une commune autrichienne du district de Rohrbach en Haute-Autriche.